# 麻雀

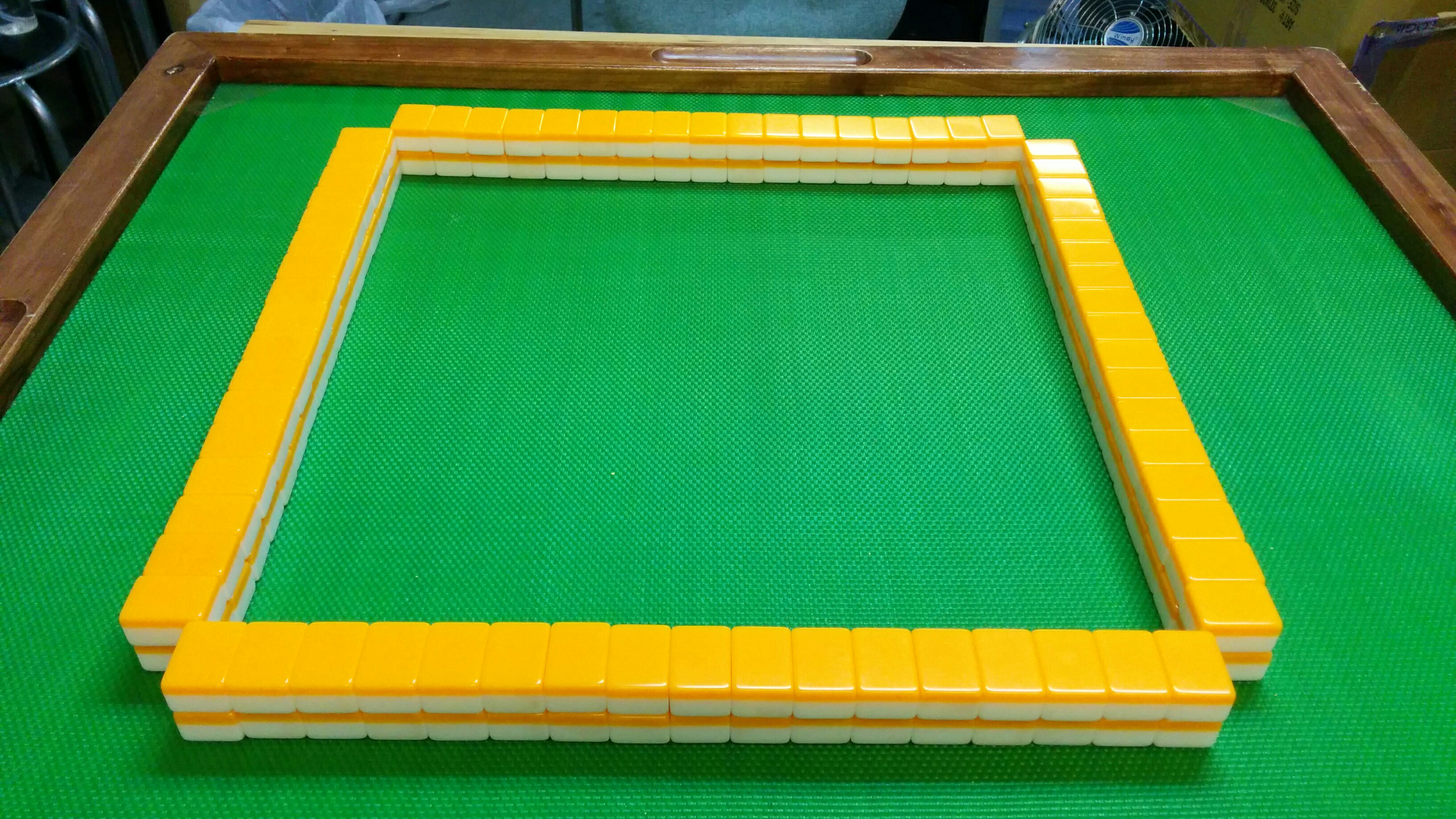
およそ正方形に配置された麻雀牌

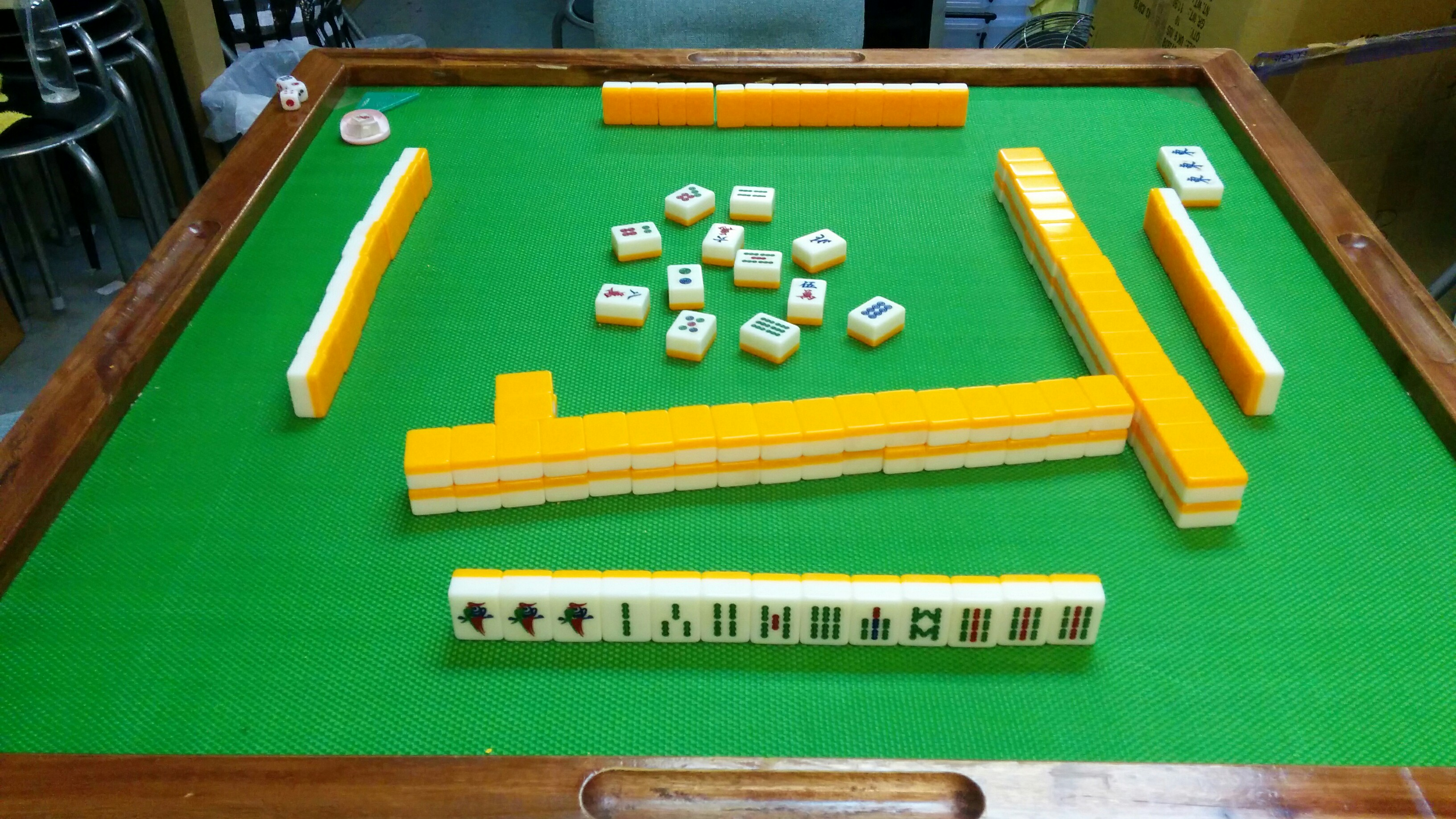
摸打中の麻雀牌

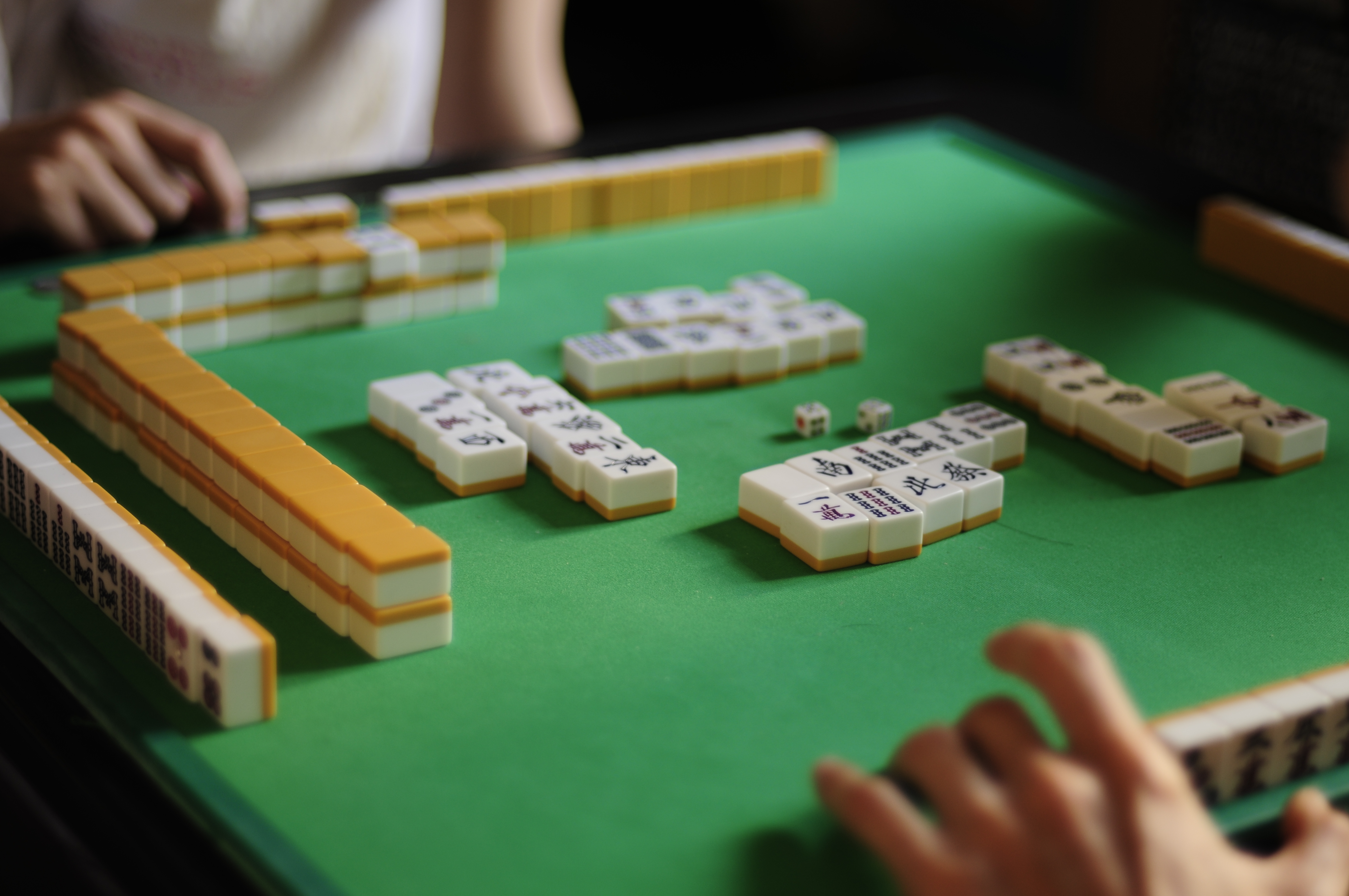
摸打中の日本麻雀

麻雀（マージャン、繁体字中国語: 麻將、簡体字中国語: 麻将、英語: Mahjong）は、テーブルゲーム、ボードゲームの一種。牌を使い、原則として4人で行われる。中国を起源とし、世界中で親しまれている。
本記事では、麻雀というゲーム一般について説明するとともに、その中でも特に「リーチ麻雀（英語: Riichi Mahjong）」とも称される日本式麻雀について詳述する。

## 概要
4人のプレイヤーがテーブルを囲み、数十枚から百枚あまりの牌を引いて役を揃えることを数回行い、得点を重ねていくゲーム。勝敗はゲーム終了時における得点の多寡と順位で決定される。発祥の地である中国のほか、日本、東南アジア、アメリカ合衆国などで親しまれている。
現在の中国語では麻雀のことを一般に「麻将/麻將」(マージアン 拼音: májiàng 注音: ㄇㄚˊㄐㄧㄤˋ）という。「麻雀/麻雀」（マーチュエ máquè ㄇㄚˊㄑㄩㄝˋ）は中国語ではスズメを意味する（また地域や方言によってはアヘンも指す）が、方言的に麻雀を指す。ちなみに「麻雀を打つ」ことは「打麻将/打麻將」（ダー マージアン dǎ májiàng ㄉㄚˇ ㄇㄚˊㄐㄧㄤˋ）という。
麻雀発祥地の寧波で話される呉語北部方言では麻雀の指小形である麻雀兒と麻將が同音のモーチアン（呉語学堂拼音: 6mo-cian）であったために両者が混用され、中国の北方に伝来した際には麻将の名前で広まり中国語の呼称となったが、中国北方を通さず寧波から直接伝来した日本語、広東語や台湾語では呉語と同様に「麻雀/麻雀」と書くのが普通である（粤拼：maa4zoek3、白話字：môa-chhiok/bâ-chhiok）。香港ではスズメと区別するために「蔴雀」と書くことがある。戦前の日本では「魔雀（モージャン）」と表記することもあった。
日本では麻雀卓と呼ばれる麻雀専用のテーブルで、34種類136枚の牌を使うのが一般的である。麻雀卓などの専用の道具がなくともプレイできるように、カードにした簡易版の道具も市販されている。使用する道具や採用するルールについては国や地域によって異なる点が多く、日本国内でも標準的とされるルールのほかに、様々なローカルルールが存在する。
現在の日本では、家庭や麻雀店（雀荘）で遊ばれるほか、ゲームセンターや家庭用コンピュータゲームやオンラインゲームでもプレイすることができる。昭和期における麻雀ブームの時期と比較すると雀荘の数や麻雀専門誌の数は減少傾向にあるが、コンピュータとの対戦やネットワークを通じた不特定の相手との対戦が可能になったことで、形を変えて人気を保っている。
思考や指先の運動により認知症の予防や知能の強化などにも繋がるという説もある。
参加人口はアジア全体では推定3億5千万人（2017年）。日本では2019年時点で510万人と2016年以降500万人台で推移していたが、2020年のコロナショックで400万人に減少するも、Mリーグなどの影響により2022年には500万人に増加している。

## 麻雀の歴史

### 中国大陸における誕生

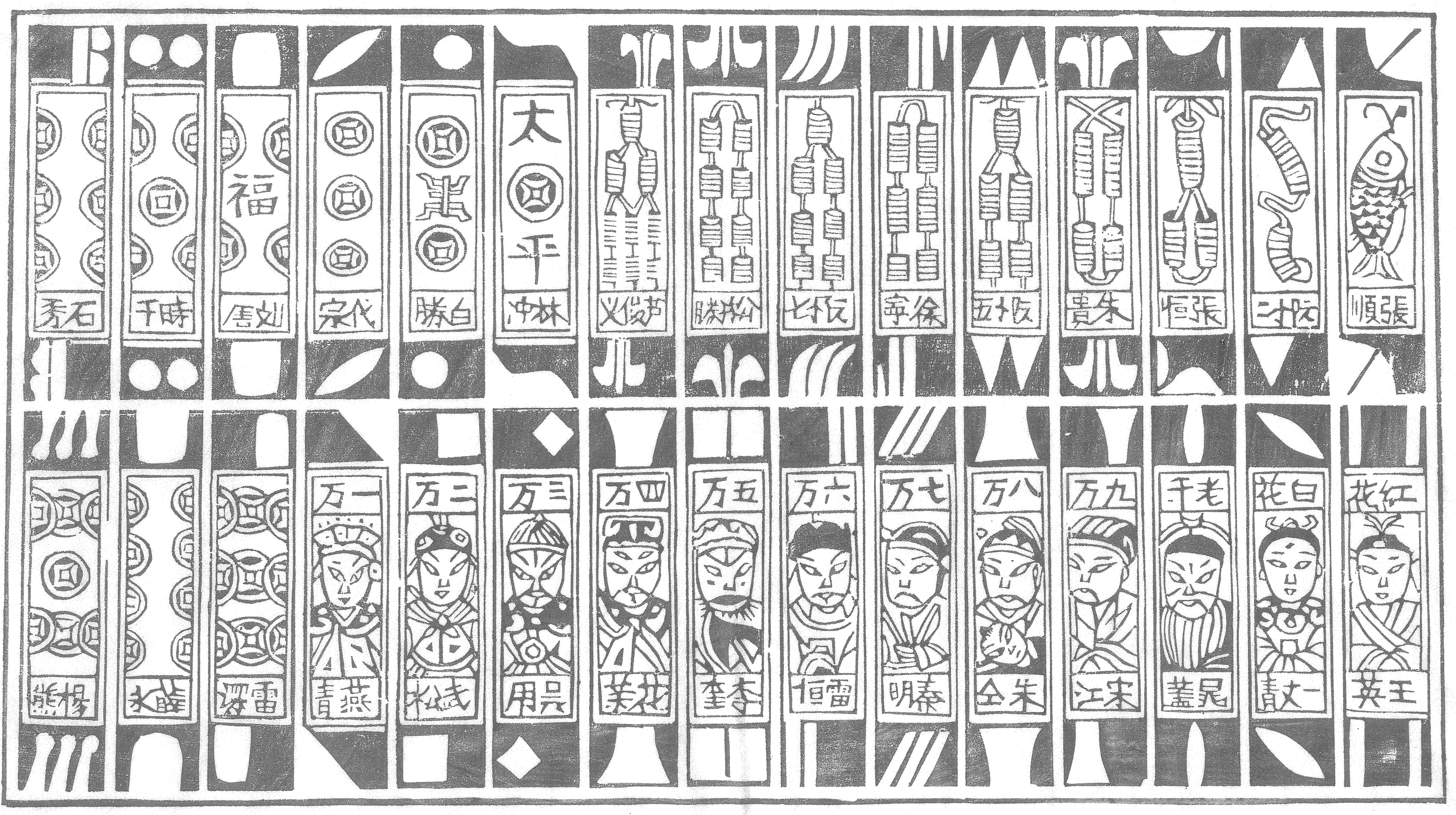
山東省の葉子戯（馬弔・マーディアオ）

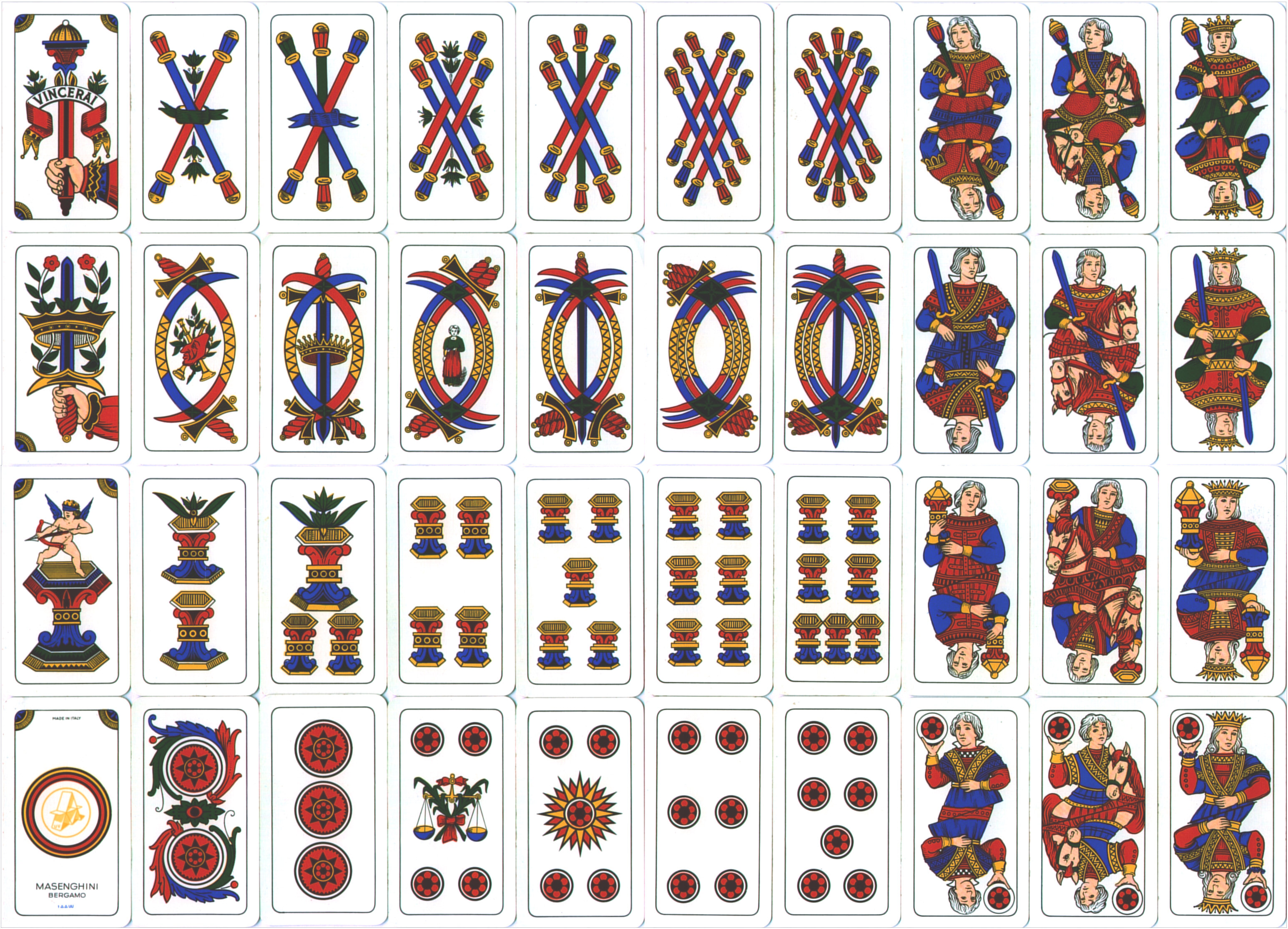
16世紀イタリア・ベルガモのトランプ40枚組

起源には諸説あり、紀元前6世紀頃、孔子が発明したという説がある。
最も有力な説は、清の同治年間（1862 - 1874年）に寧波の陳魚門が、12世紀以前に存在した「葉子（馬弔・マーディアオ）」というカードゲームと明代（1368 - 1644年）以前から存在した「骨牌」というドミノのような遊戯を合体させて「麻雀（マージャン）」を完成させたとするものである。
なお、葉子は欧州に伝わり、トランプとなったともいわれる。
明の成化年間の陸容 (1466-1494)『菽園雑記』の記すところによると、当時の昆山で一種のカードゲームが流行しており、カードの総数は38枚であって、一銭から九銭・一百から九百・一万貫から九万貫・二十万貫から九十万貫・百万貫・千万貫・万万貫からなっていた。「糸巻き」の様に見える図柄は、「銭の穴に糸を通した束」で、「サイコロの目」の様に見える図は「銭を正面から見た図」である。一万貫以上のカードには『水滸伝』中の二十人の絵が描かれており万万貫は宋江・千万貫は武松等となっていた（ただし「混江竜李進」と「混江竜李海」が別人として存在するなど、現行の水滸伝とは名前が多少異なっている）。当時の人はこの種のカードを「葉子」と呼び、葉子を使ったカードゲーム自身のことは「葉子戯」と呼んでいた。今では水滸牌と呼ぶことが多い。
語源については、上記の「馬弔（マーディアオ）」が転訛して「麻雀（マージャン）」となったとされる。
1949年に中華人民共和国政府によって一旦、全てのギャンブルと共に禁止された。しかし、文化大革命終結後の改革開放に伴ってギャンブルでない麻雀は許されるようになり、1985年には禁止令が解除された。

### アメリカ合衆国における受容と発展

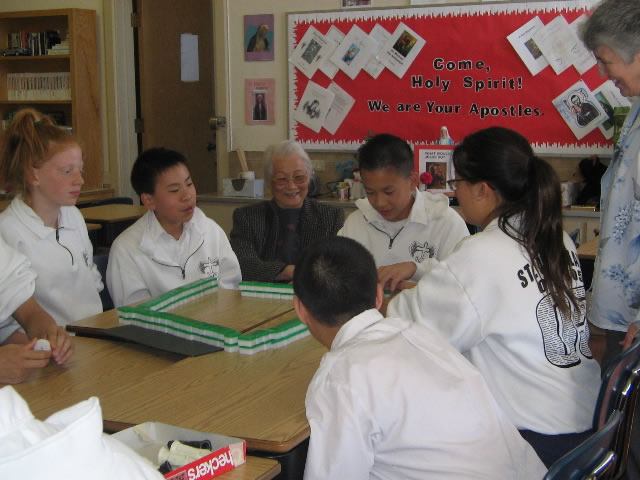
学校で麻雀を学ぶアメリカ合衆国の学生

1895年、アメリカ合衆国の人類学者スチュワート・キューリンは麻雀に言及した記事を書いた。これは中国語以外の言語で書かれた最初の麻雀についての記述であった。1910年までにはフランス語や日本語の文献も出揃った。1920年、アバークロンビー・アンド・フィッチ社は初めて合衆国に麻雀を輸入し販売を開始した。麻雀セットはニューヨーク市を中心にヒット商品となり、合計で12000セットを売り上げた。また、同時期にジョセフ・パーク・バブコックが世界初の麻雀本となる"Rules of Mah-Jongg"を出版した。
1920年代の合衆国で麻雀は全ての人種の間で流行しアメリカ式のルールや役が生まれ、多くの「マージャン・ナイト」が開かれた。人々は中国風の装飾が施された部屋に着飾って集まり、これに親しんだ。エディ・カンターの"Since Ma is Playing Mah Jong"など、マージャンを主題にした流行歌も幾つか生まれた。
1937年には初のルールブックとなる"Maajh: The American Version of the Ancient Chinese Game."が出版されるとともに、全米麻雀リーグ (National Mah Jongg League, NMJL) が発足した。しかし、合衆国における麻雀の流行は一過性のものに終わった。
1980年代にコンピュータ用ゲーム『上海』が登場して以来、「mahjong」「mahjongg」「mah-jang」という表現が再び一般的に使われるようになるが、それらは『上海』タイプのパズルゲームを指しており、中には麻雀牌以外の絵柄を使っているものも存在する。

### 日本における受容と発展

#### 初期(第一次麻雀ブーム)
記録に残るうえで実際の麻雀牌が日本に伝わったのは1909年(明治42年)に清からこれを持ち帰った名川彦作によるものであり、大正中期以降はルール面において独自の変化を遂げつつ各地に広まっていったともいうが、一般に認知されるようになったのは1923年(大正12年)の関東大震災の後である。日本に伝わった主な経路は中国大陸(北京・上海)からの帰国者と日米中を結ぶ太平洋航路の乗船者の二つが存在した。神楽坂のカフェー・プランタンでは文藝春秋の菊池寛らが麻雀に熱中し、次第に雑誌等にも取り上げられるようになった。文藝春秋社では、みずから麻雀牌を販売していた。なお、日本人で初めて麻雀に言及したのは大正・昭和戦前期の中国文学・中国文化研究者の井上紅梅であり、『支那風俗』(1921年、全3巻)の中巻では麻雀の起源やルールについて記述している。異説として夏目漱石が挙げられることもあるが、これは中村徳三郎が『麻雀競技法』(1924年)において、『満韓ところどころ』（1909年）内の大連での見聞である「四人で博奕を打っていた。（略）厚みも大きさも将棋の飛車角ぐらいに当る札を五六十枚ほど四人で分けて、それをいろいろに並べかえて勝負を決していた。」という記述を引き合いにしたものである。ただし、中国の麻雀牌にしては厚みや大きさがないことや枚数が少なすぎることから別のゲームであった可能性も指摘されている。
1929年（昭和4年）3月21日・31日、東京の国民新聞社講堂で初の全国麻雀選手権大会が開かれ、約600人が参加した。1930年(昭和5年)5月時点における東京市内外における麻雀店の数は937店であった。7月10日、警視庁は麻雀店の新設を当分許可しない方針とした。

#### 賭博によるイメージの悪化と戦時色の影響
1933年（昭和8年）、不良華族事件の捜査の過程で、著名な文士や出版関係者らの常習賭博が明らかになり逮捕者が相次いだ。この逮捕を受けて、文士だけではないとの声が高まり、翌1934年（昭和9年）にも医師や画家、音楽家、実業家、代議士など著名人の検挙が相次いだ。この頃、日本麻雀連盟の関係者が行っていた賭けのレートは1000点10円ないし15円 であった。
1937年（昭和12年）日中戦争開戦前の頃には東京都内に約2000軒の麻雀クラブがあったが、戦時色が濃くなるにつれて麻雀も下火とならざるを得なくなり、1942年（昭和17年）の時点では230軒余と激減した。業者の団体は警視庁の指導に基づき同年9月1日より「麻雀」を「卓技」と名称を改め、東京卓技商業報国会を結成。健全娯楽化を目指した。

#### 戦後
終戦後再び麻雀は流行し始め、戦前から行われていたアルシーアル麻雀に「途中リーチ」(現在の立直)・ドラ・場ゾロなどを加えた新ルールが取り入れられるようになり、アレンジを加えられた日本式の麻雀（リーチ麻雀）が主流を占めるようになった。1952年には天野大三が報知新聞（現在のスポーツ報知）に日本で最初に立直およびドラを成文化した「一九五三年度リーチ麻雀標準規程」(通称：報知ルール)を発表、同年には競技麻雀団体の日本牌棋院を設立しリーチ麻雀の原型を作った。
1947年にアルシーアル麻雀の日本麻雀連盟が再建され、1948年にリーチ麻雀への対抗策として「門前自摸2翻、門前ロン1翻プラス10符」を導入したものの広く普及するには至らず後に元に戻されている。アルシーアル麻雀は現在も行われてはいるが、次第に主流から外れていった。

#### 第二次麻雀ブーム
1966年5月、日本テレビの番組『11PM』内にて「マージャンコーナー」が開始。
1969年、阿佐田哲也は『週刊大衆』で『麻雀放浪記』シリーズの連載を開始。
1970年には阿佐田、小島武夫、古川凱章らが麻雀新撰組を結成。
同年『週刊大衆』で名人戦開始。1972年に『近代麻雀』、1975年に「プロ麻雀」が創刊され、第二次麻雀ブームが起きた。1976年には竹書房主催で、プロのタイトル戦「最高位戦」が開始された。『レジャー白書』によるとピーク時の1982年の参加人口は2140万人であり、この時期、多くの大学生やサラリーマンが手軽な小遣い稼ぎやコミュニケーションツールとして麻雀に親しんだ。しかし、同時に賭博・喫煙・飲酒・徹夜などの不健康なイメージが広がったため、1988年にはそれらを廃して麻雀を楽しむことを目的とした日本健康麻将協会が設立された（#健康マージャンも参照）。
第二次麻雀ブームは週休二日制の普及や1985年に施行された風俗営業法により雀荘を含む風俗店の営業時間が午前0時までとなったことで参加人口が減少し、1980年代末までには沈静化した。

#### 麻雀ゲームの普及
麻雀におけるコンピュータゲームの普及は1975年頃からであるが、業務用（アーケードゲーム）で現在のものに近いゲームシステムが導入された最初の麻雀コンピュータゲームは1981年3月のジャンピューター（アルファ電子）であった。このゲームは一世を風靡し、ゲームセンターや喫茶店に数多く見ることができた。その後、対戦相手のコンピュータの画像を女性をモチーフとしプレイヤーが勝つ毎にその女性の衣服を脱がせるという、いわゆる「脱衣麻雀」のコンセプトが大当たりした。年代と共に映像技術も向上し、性能や官能性もアップした。ゲームセンターでは麻雀ゲームはアダルトゲームの代名詞でもあった。
1990年代後半から2000年代にかけてのインターネットの普及や通信対戦の発展により、自宅やゲームセンターなどで容易に対局が可能になった。1997年にはオンライン対戦麻雀の先駆けとなる『東風荘』がサービス開始、2002年には通信機能を持たせ全国のプレーヤーと対戦できる麻雀アーケードゲーム『セガネットワーク対戦麻雀MJ』『麻雀格闘倶楽部』が稼動を開始し、2004年には携帯麻雀ゲーム『ジャンナビ四人麻雀オンライン』が稼動を開始した。2006年にはオンライン対戦麻雀『半熟荘(2007年に天鳳に改称)』がサービス開始した。2019年にはオンライン対戦麻雀『雀魂』が日本で サービス開始した。
こうしたオンライン麻雀の普及に伴い、次第に学生競技麻雀やオープントーナメントの予選や大会そのものがオンライン麻雀を会場として行われることが増えていき、競技団体所属のプロ雀士もゲームとの提携やイベント、あるいは一プレイヤーとして参戦することが増えていった。

#### 科学的な麻雀戦略の普及
1990年、天野晴夫が『リーチ麻雀論改革派』（南雲社）において麻雀戦術論からの抽象の排除を提唱した。その中で小島、田村光昭など当時の有名麻雀プロや在野の桜井章一らの麻雀論を「ツキ」「勘」「流れ」といった抽象論に支配されている非科学的なものであると批判した。天野は抽象的な要因を考慮することは的確な情報判断を鈍らせる原因にこそなれ、麻雀の上達には繋がらないと主張した。これがいわゆる「デジタル雀士」のさきがけである。
2004年、とつげき東北の『科学する麻雀』が講談社現代新書から出版された。とつげきは前の局の結果が次の局に影響を及ぼすとするいわゆる「流れ論」を徹底的に否定しており、本著でも確率論を基礎とした統計学的な麻雀戦略を提唱している。「このような時にはこう打つ」と明確にかつ論理的に場面に応じた打ち方を指導している点が特徴である。これらデジタル麻雀に対して「ツキ」「勘」「流れ」を重視する雀士も多く、そのような戦術論はアナログやオカルト派と呼ばれている。

#### 「見る雀」ブーム
2018年、Mリーグの開始を機に対局の動画配信を楽しむスタイル、通称「見る雀」がブームになる。2019年には前年に中華人民共和国でサービスを開始していたオンライン対戦麻雀『雀魂』の日本語版がサービス開始。バーチャルYouTuberやプロ雀士などのYouTube配信によって人気を博している。
2020年代に入ると、Mリーグの成功などにより、日本放送協会（NHK）や一部の民放テレビ局で麻雀に関する番組や特集が取り上げられたり、競技として成立するため教育目的で部活動に麻雀を導入する高等学校も出始めてきている。
コロナ禍で参加人口が減少するも、Mリーグの影響により2022年にはコロナ禍前と同等に回復した。

### 国際的な普及

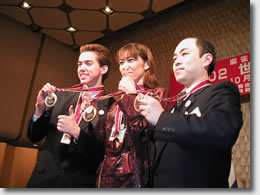
2002 世界麻雀選手権大会表彰式

2002年10月23日から27日にかけて、東京で「2002 世界麻雀選手権大会」が開催される。日本の初音舞が優勝し、ジョン・オコーナーが準優勝した。2006年に世界麻雀機構 (WMO) が設立され、中国の北京に本部が置かれた。翌2007年には、11月3日から5日にかけて、中国の成都で「世界麻雀選手権大会」が開催された。公式にはこの大会が「第1回」として扱われる。
また、WMO主催の大会以外にもマカオの企業ワールドマージャン主催の賞金制（1位にはアメリカドルで50万ドル支払われる）の世界大会である世界麻雀大会の他、中国北京で発足 し、スイスのローザンヌに本部を置く国際麻雀連盟による世界麻雀スポーツゲームも存在する。
2008年の北京オリンピックでは将棋類とともに公開競技としての導入が図られたが、国際オリンピック委員会から却下された。北京五輪後に行われた第1回ワールドマインドスポーツゲームズではシャンチーは競技になったものの麻雀は外されが、2017年から追加された。
ロシアでは、麻雀アニメをきっかけとして2009年ごろから学生の間で日本式麻雀が普及しはじめ、2012年から全国の愛好者らによるトーナメント式のリーチ麻雀大会がモスクワで開催されている。

## ルール
一般的には4人で行うゲームであるが、三人麻雀、二人麻雀もある。
各プレイヤーは13枚の牌を手牌として対戦相手に見えないようにして目前に配置し、順に山から牌を1枚自摸しては1枚捨てる行為を繰り返す。この手順を摸打といい、数回から十数回の摸打を通して手牌13枚とアガリ牌1枚を合わせた計14枚を定められた形に揃えることを目指す。アガリ形の組み合わせに応じて点棒のやりとりが行われ、最終的に最も多くの得点を保持していた者を勝者とする。
前述のように採用するルールについては国や地域によって異なる点が多いが、日本においては一般に花牌を使用しないルール（清麻雀）、立直を役として採用するルール（立直麻雀）が採用されている。

### 得点と役
- 摸打または副露を通して手牌13枚と、自摸牌または他のプレーヤーの打牌（捨て牌）からなるアガリ牌1枚を合わせた計14枚を定められた形に揃えると、和了（あがり）となり他のプレーヤーから得点を得る。
- 和了時のかたちは、ひとつの対子（雀頭）と4組の完成面子からなるが、七対子のように7組の同じ牌（対子）である場合、国士無双（十三么九）のように13種類の么九牌と任意の么九牌1つからなる場合等の例外形がある。現在のルールでは採用されないが、極端に悪い手牌である第1自摸時に完成面子はおろか、ひとつも未完成面子ができず、対子ひとつのみの場合にのみ特別役を付けて和了とするケースもあった（十三不塔）。
- 現代の日本の麻雀ルールでは和了時に特定の牌の並びが要求される（役）。ただし特定のシチュエーションにおいて無条件で和了の資格を得るケースがあり、それについても形式上、役が付けられて和了の資格が得られる場合がある。また自らの打牌に和了となる牌がある場合、または立直後に他プレーヤーの和了となる打牌を見逃した場合（振聴）は他プレーヤーの打牌では和了できず自摸牌でのみ和了が可能である。
- もし自摸牌が無くなり、最後のプレーヤーが打牌したあとに和了者が出なければ流局となり、連荘の条件が満たされない場合は親流れとなり次のラウンド（局）になる。あらかじめ取り決めたラウンド数（東4局・南4局からなる「半荘」が多いがその限りでない）に達すると持ち点の精算を行い、順位に応じて点のやり取りが発生する。

## 道具
| 起家マーク・焼き鳥マーク（左）とサイコロ（右） |  | 起家マーク・焼き鳥マーク（左）とサイコロ（右） |
| 起家マーク・焼き鳥マーク（左）とサイコロ（右） |  |                                                |

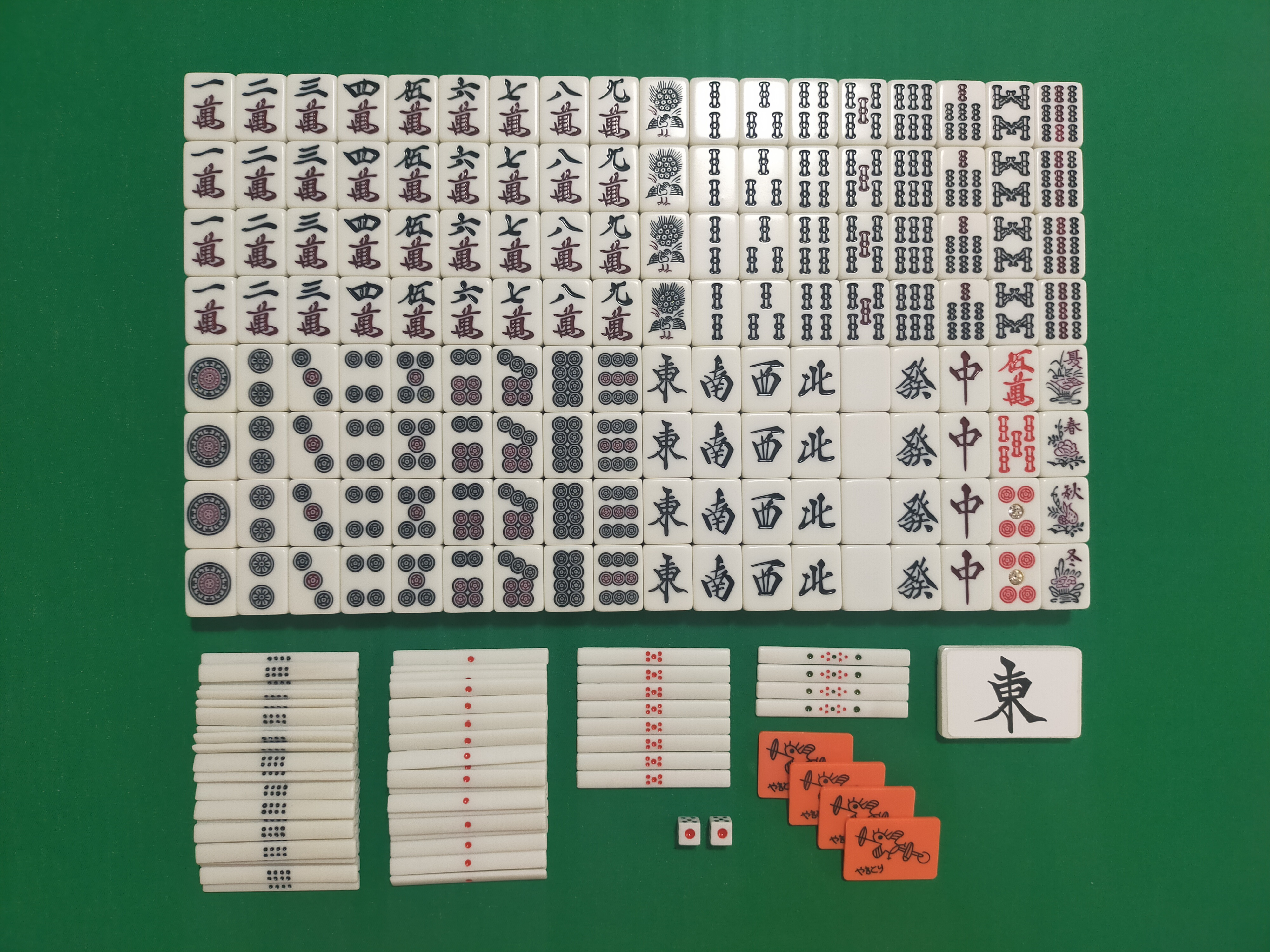
麻雀用具一式

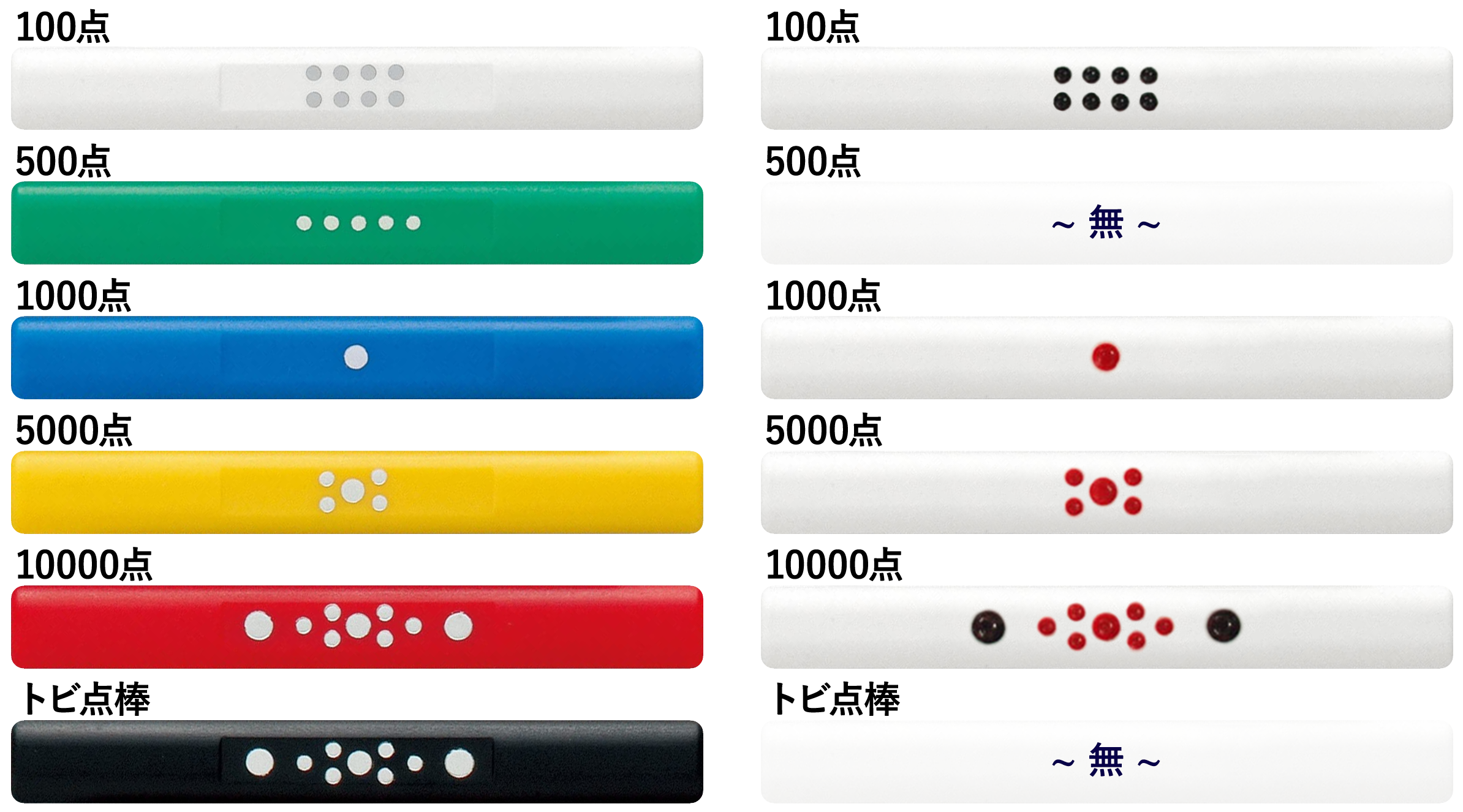
右は一般点棒、左は全自動卓用

以下では日本において麻雀で使われる道具類について説明する。

### 牌
日本では、中国で用いられるものより小さめの34種136枚の牌を使用するのが一般的である。牌の種類には萬子（ワンズ/マンズ）・筒子（ピンズ）・索子（ソーズ）・字牌（ツーパイ）がある。萬子・筒子・索子はそれぞれ一から九までの9種、字牌はさらに三元牌と四風牌に分かれ三元牌は白發中の3種、四風牌は東南西北の4種である。これら34種がそれぞれ4枚ずつ、計136枚である。
この他に花牌と呼ばれる牌が4種1枚ずつあるが、花牌は一般的なルールでは使用されない。そのため日本で販売される麻雀牌では花牌をなくし、その代わりに赤牌を追加したセットが多い。
麻雀牌などの麻雀用具は、専門店、おもちゃ屋、リサイクルショップ、オークションなどで入手できる。

### 点棒
点棒(てんぼう)は各プレイヤーの得点を表すために用いる細い棒である。正式にはチョーマ(籌馬)と呼ばれる。
元々は上海租界における欧米人の間で一局ごとの精算の煩雑さを避けるため、抽籤(チューチェン)と呼ばれるゲームの用具である籌馬を用いてゲーム終了後にまとめて精算したのが始まりとされており、後に麻雀専用のものが製造されている。しかし、欧米人の間で点棒が用いられたのはごく短期間であり、カードやチップが用いられるようになった。
日本ではこの過渡期に麻雀が紹介されたため、点棒の使用は現在まで残っている。
点数の最小単位は100点だが大量の点棒を扱わなくてよいように、数種類の点数が用意されている。
- 万点棒 - 1本につき1万点。5個の赤点(5000点棒)の両脇に2つずつの黒点という、最も複雑な意匠である。最も高額な点棒であり初期状態では1人あたり1本しか配分されないことから、「連隊旗」とも呼ばれている。通常は1セット4本。
- 5000点棒 - 1本につき5000点。5個の赤点の意匠。通常は1セット8本。
- 1000点棒 - 1本につき1000点。1個の赤点の意匠。立直の際はこれを場に供託する。通常は1セット36本。
- 100点棒 - 1本につき100点。8個の黒点の意匠。連荘の際などに本場数を表す積み符としても用いられる。シバ棒ともいう。通常は1セット40本。
- （500点棒 - 標準的なセットにはない。やりとりをスムーズにするために用いられることもある）

点棒のタイプは軸色の種類により白点棒とカラー点棒の二つがある。現在の日本国内の麻雀店では全自動麻雀卓が非常に多く、点箱内の点棒を自動的に計算し、点数を表示するため、万点棒が赤、1000点棒が青のように点棒自体が色分けされて分かりやすくなっているカラー点棒が多い。
また、全自動麻雀卓用(点数表示枠用)の点棒では自動読み取りを行う形式によって接触型と非接触型に分けられる。

### 起家マーク
起家マーク（チーチャマーク）は最初の親が誰かを示す目印となる物。親マークともいう。
表面に“東”、裏面には“南”と書かれている。一般的ではないが“南”のかわりに“北”と書かれているものやサイコロ状のものに東南西北が書かれ、格子にはめ込むタイプのものもある。これは場風の明示を兼ねるため使用される。

### サイコロ
最初の親を決めるとき及び配牌時に取り始める山を決めるために、サイコロを使用する。通常は6面ダイス2個を使用するが、12面サイコロ（パッコロ）を用いる場合もある。その場合は1つのサイコロは1から12が、もう1つのサイコロには東西南北が書かれている。
なおプレイ中のサイコロは親を表す目印として、親の席の右隅に置くこととしている。

### 焼き鳥マーク
一度も和了しないまま競技単位を終えるとペナルティを受けるローカルルールがあり、その時にまだ和了（アガリ）していないことを示す目印となるとして使われる。アガリ成立の時点で裏返しにする。
このローカルルールを焼き鳥とも呼ぶ。また、和了してから一定時間内（次局開始までなど）に目印を裏返さない場合は焼き鳥状態が継続や、4人とも焼き鳥を解消した時点で、また4人全員が焼き鳥状態に戻るといったローカルルールもある。

### 麻雀卓
麻雀卓（マージャンたく）または雀卓（ジャンたく）は麻雀を行うための卓で、通常60-70cm四方の正方形のテーブルである。
一般に麻雀卓は、麻雀牌が卓よりこぼれないように卓の周りに枠を設けており、麻雀牌の音を吸収するとともに麻雀牌が痛まないように緑系統あるいは青系統の色を用いたフェルト製の天板マットが張られており、洗牌（シーパイ、牌をかき混ぜる作業）や打牌に向いている。また、卓は点棒を収納する引き出しを備えている（関西向けには引き出しではなく卓の枠部分に固定され、全員に中身が見えるように作られた点棒箱を備えているものもある）。
なお点棒箱は通常全員分の点棒が入るサイズに作られるが関西では原点を超えた点棒を卓上に晒すルールが多いため、原点1人分の点棒が入るサイズとなっている。
麻雀卓は卓の形状により座卓タイプと立卓タイプに分かれる。家庭や旅館などの座敷用には座卓タイプを、椅子に腰をかけながら麻雀を行う時には立卓タイプを使用する。支柱部分が取り外し可能になっており、使用環境に応じて立卓か座卓かを選択し組み立て直すことができる製品もある。
また、麻雀卓は卓の機能により全自動麻雀卓（洗牌と山積みを電動で行う）、半自動麻雀卓（裏返し等を自動で行う）、手打卓に分かれる。
自動化された麻雀卓が出現するまで麻雀卓は手打卓であった。最近の雀荘はすべての卓を全自動麻雀卓で営業しているのが一般的であり、近年は麻雀卓といえば全自動麻雀卓を指すことが多い。手打卓は新たに出現した自動麻雀卓と区別するために用いられるようになった呼称であり、手打ち麻雀卓、手積卓などと呼ばれることもある。風営法では全自動麻雀卓（テレジャンも含む）とそれ以外の麻雀卓（マグジャンなどの半自動卓を含む）が厳密に区別されており、徴収可能な料金の上限が異なっている。
電気こたつを雀卓に使用し始めた時期は、1957年（昭和32年）11月には東芝がニクロム線熱源の「電気やぐらこたつ」を発売した時期と重なる。
こたつやちょうど良い大きさのちゃぶ台が置いてある家庭等ではわざわざ麻雀専用にしか使い道がない麻雀卓を購入するのではなく、麻雀用のマットを購入しそれらの上で麻雀を行うこともある。こたつについては、最初から天板の裏に緑のフェルトを張ったものも以前はよく見られた。
なお、後述の三人麻雀専用で用いる正三角形の卓もある。

## 遊戯施設

### 雀荘
雀荘（ジャンそう）とは、麻雀の設備を設けて客に麻雀を遊技させる店舗である。風俗営業等の規制及び業務の適正化等に関する法律（風営法）の条文では「まあじやん屋」と記述される。
日本国内の雀荘は、第二次世界大戦以前から都道府県の条例（京都府の場合は遊技場営業取締規則）などで規制や制限を受けていた。しばしば規制は強化され、京都府では1936年（昭和11年）に学生、未成年者の出入を禁止している。戦後は、風営法が定義する風俗第四号営業に位置づけられ、これを営むには、営業所ごとに当該営業所の所在地を管轄する都道府県公安委員会の許可を受けなければならないとされている。また、同法により原則として午前0時から午前6時までの営業は禁止されている。しかし現実にはフリー雀荘の多くで深夜営業が行われており、店は窓にカーテンを引くなどして音や光が外部に漏れないようにしてこっそりと営業されている。
営業の形式には、大きく分けて2種類ある。3人から4人あるいはそれ以上の人数で店舗に出向き、麻雀卓を借りる形式のセット雀荘と、1人で行って不特定の相手と対戦する形式のフリー雀荘である。セット雀荘には「貸卓専門」、フリー雀荘には「お一人様でも遊べます」といった内容の看板などが掲げられており、それによって営業形態を察することができる。セット雀荘のほとんどは貸卓を専門としているが、フリー雀荘は貸卓営業を併行して行っていることが多い。フリー雀荘の場合、時間帯によっては来客が中途半端で卓が成り立たない場合があるほか、客が都合で一時的に卓から抜ける際に進行を止めたくない等の事情もあり、その場合は「メンバー」と呼ばれる店員が加わることでゲームを成立させる。
遊技料は風営法施行規則により定められており、現在は客1人当たりの時間を基礎として計算する場合1時間600円（全自動卓）、1卓につき時間を基礎として計算する場合1時間2400円（全自動卓）を超えないこととなっている。よってフリー雀荘の多くは1回○○円となっているが、1時間換算で料金が上記を超える場合は違法である。 高級なセット雀荘や、黙認される上限ギリギリのレートで営業するフリー雀荘では、上限いっぱいの料金を設定している。
店舗数は1978年の約36000店をピークに減少を続けていたが、コロナ禍で閉店が相次ぎ2024年時点では4000店にまで落ち込んだ。一方で2020年代からのブームにより、煙草の煙が充満し薄暗い従来のイメージから脱却し、スポーツバーのような明るく清潔感のある店舗が新規にオープンしている。その傍ら、新宿・歌舞伎町など一部の繁華街で、店独自ルールによるチップのやり取りにより1回の半荘で数万円以上の金が動く超高レート店が増加する動きもあり、警察による摘発例も出ている。
麻雀は全国健康福祉祭や国民文化祭にも採用され文化芸術とみなされているが、囲碁や将棋と異なり風営法により雀荘に未成年者が出入りできないことが普及の足かせになっている。2020年代からのブームでは、有志団体が公共施設などで未成年者向けの麻雀教室を開催している。

## 雀士
麻雀を打つ人を指す「雀士」の資格・語義は一義的ではない。麻雀愛好家という程度の意味（麻雀子と同義）に解されることも多い。日本プロ麻雀棋士会のように棋士と呼ぶ例もある。

### プロ雀士
日本では職業として麻雀を行うための公的資格は存在しないが、競技麻雀の大会にプロとして参加する場合は、主催するプロ団体（職能団体）、もしくは主催団体が認めたプロ団体の認定が必要である。プロ団体に所属していない、あるいは過去に所属していたフリープロも存在するが、前述のような事情から競技麻雀でフリープロとして活動するプロ雀士の数はほぼ皆無である。
競技麻雀の場合、プロ団体のテストに合格して「プロ雀士」を名乗れても、基本的には大会に出場し賞金を得なければプロ雀士としての収入は発生しない。大会での賞金以外にプロ雀士として執筆活動やメディア出演することで収入を得ている者もいるが、多くは「プロ雀士」としての収入だけでは生活できず、何らかの副業を持っている者が大半である。
麻雀プロの多く（7-8割との言及あり）は雀荘の従業員としての収入で生活しており、場合によっては自ら雀荘を経営したり、麻雀教室の講師などで収入を得ている者もいる。麻雀と無関係の一般企業に会社員として勤務しながら麻雀プロを続けている者もいるが、この場合は平日対局の際に有給休暇を取りやすいなど、勤務先の企業の理解がないと麻雀プロとして継続することは難しい。
Mリーグに参加する選手（Mリーガー）は全員が団体認定のプロ雀士であることが求められるが、Mリーガーになるとプライベートを含めて麻雀による金銭授受が一切禁じられる代わりに最低年俸400万円が保証されており、麻雀に集中できる（副業をしなくて良い）環境が整えられている。Mリーガーになった際にそれまでの副業を辞める（退職または休職する）選手も少なくない。
主要5団体に所属するプロ雀士の一覧については下記を参照のこと。
- Category:日本プロ麻雀連盟の雀士
  - 日本プロ麻雀連盟#主な所属プロ雀士
- Category:日本プロ麻雀協会の雀士
  - 日本プロ麻雀協会#主な所属選手
- Category:最高位戦日本プロ麻雀協会の雀士
  - 最高位戦日本プロ麻雀協会#主な所属選手
- Category:RMUの雀士
  - RMU#所属選手
- Category:麻将連合の雀士
  - 麻将連合#認定プロ一覧
  - 麻将連合#ツアー選手
  - 麻将連合#女流ツアー選手

### 麻雀に関する複数の著作物がある人物
本節では、プロ雀士ではないが、麻雀に関する複数の著作物を世に出している主な人物を列する。
- 阿佐田哲也（作家、『麻雀放浪記』の作者）
- 天野大三（日本牌棋院創立者）
- 天野晴夫（雀荘経営者、『リーチ麻雀論改革派』など）
- 大隈秀夫（社会評論家、麻雀博物館初代館長）
- 片山まさゆき（漫画家、『ぎゅわんぶらあ自己中心派』『ノーマーク爆牌党』『牌賊! オカルティ』など）
- 来賀友志（漫画原作者、『天牌』シリーズなど）
- 北野英明（漫画家、『やさぐれ雀士』など）
- 小池一夫（劇画原作者、『黒い雀たちの神話』など）
- 五味康祐（作家、戦術書『五味マージャン教室』『五味マージャン大学』、小説『暗い金曜日の麻雀』『雨の日の二筒』など）
- 西原理恵子（漫画家、『まあじゃんほうろうき』他多数）
- さいふうめい（漫画原作者、『哲也』シリーズの作者）
- 桜井章一（雀鬼会主宰者）
- 清水一行（作家、小説『天国野郎』『九連宝燈』『緑発を打て』）
- 塚脇永久（漫画家・漫画原作者、『鉄鳴きの麒麟児』シリーズ、『ピークアウト』など）
- 寺内大吉（僧侶、作家、戦術書『大吉攻め麻雀』、小説『雀鬼群盗伝』など）
- とつげき東北（公務員、インターネット麻雀研究家、『科学する麻雀』著者）
- 畑正憲 （作家、『ムツゴロウ』シリーズ、日本プロ麻雀連盟相談役）
- 福地泡介（漫画家、第6・7期麻雀名人、『われかくて名人となれり』）
- 福地誠（ライター、著書編書多数）
- 福本伸行（漫画家、『アカギ』『カイジ』など）
- 藤村正太（作家、『大三元殺人事件』『必殺の大四喜』『緑一色は殺しのサイン』などの作者）
- みーにん（インターネット麻雀研究家、『統計で勝つ麻雀』など）
- 山崎一夫（ライター、西原理恵子との共著多数。銀玉親方）

### 麻雀愛好家の著名人
※ プロ団体所属歴がある人物を除く。
- 青木さやか（お笑いタレント）
- 明石家さんま[52]
- 阿川弘之（作家）
- 芦田伸介（俳優）
- 旭國斗雄（力士、大関、第4期東スポ麻雀王座）
- 綾辻行人（作家、第30期麻雀名人）
- 荒木一郎（歌手、作曲家）
- 井沢元彦（作家）
- 石田芳夫（囲碁棋士、二十四世本因坊秀芳、第5期東スポ麻雀王座）
- 泉ピン子（俳優、麻雀女新撰組）
- 伊集院静（作家）
- 因幡はねる（VTuber）
- 井上陽水（歌手）
- 岩崎ひろみ（俳優）
- 植田佳奈（声優）
- UZI（ヒップホップMC）
- 歌衣メイカ（VTuber）
- 宇野千代（作家、自伝『生きていく私』）
- 海野十三（作家）
- 江國滋（演芸評論家、第6期麻雀名人戦観戦記）
- 江橋崇（憲法学者、麻雀博物館顧問、健康麻将大使）
- 蛭子能収（漫画家、タレント）
- 笈田敏夫（歌手、『週刊ポスト』5週勝ち抜き第1号）
- 大川慶次郎（競馬評論家）
- 大橋巨泉（タレント、司会者、日本テレビ『11PM』で麻雀対局のホスト・解説、戦術書『巨泉の麻雀』）
- 大堀早苗（俳優）
- 大宅壮一（評論家）
- 大山のぶ代（声優）
- 小沢一敬（お笑いタレント、スピードワゴン）
- 小野伸二（サッカー選手）
- 折原みか（グラビアアイドル）
- 魁傑將晃（力士、大関、『週刊ポスト』5週勝ち抜き）
- 加賀まりこ（俳優）
- 風間杜夫（俳優）
- 柏木由紀子（俳優）
- 鴨神にゅう（VTuber）
- 菅直人（政治家、第94代内閣総理大臣、麻雀点数計算機を試作）
- 菊池寛（作家、日本麻雀連盟初代総裁、小説『第二の接吻』）
- 岸田今日子（俳優、『週刊ポスト』5週勝ち抜き）
- 草村礼子（俳優）
- 楠栞桜（VTuber）
- 久米正雄（作家、日本麻雀連盟2代・6代総裁）
- 倉田真由美（漫画家）
- 倉田てつを（俳優）
- 黒鉄ヒロシ（漫画家）
- 小清水亜美（声優）
- 小山剛志（声優）
- 近藤正臣（俳優、『週刊ポスト』5週勝ち抜き）
- 堺正章（タレント、歌手）
- 坂上忍（俳優）
- 鷺沢萠（作家）
- 咲乃もこ（VTuber）
- 佐藤里佳（フジテレビアナウンサー）
- 里見弴（作家、小説『大道無門』）
- 佐野ひなこ（モデル、女優）
- 佐野洋（作家、『麻雀事件簿』）
- 五代目三遊亭圓楽（落語家、東京12チャンネル『円楽の名人メッタ斬り』で麻雀対局のホスト）
- 塩田丸男（評論家、第1期麻雀名人戦観戦記（筆名・四面道人））
- 志賀直哉（作家）
- 島本須美（声優）
- 須藤凜々花（タレント、元NMB48）
- 芹沢博文（将棋棋士）
- 先崎学（将棋棋士）
- 千羽黒乃（VTuber）
- 園山俊二（漫画家）
- 宝田明（俳優）
- 高本公夫（馬券作家）
- 武宮正樹（囲碁棋士、第6期東スポ麻雀王座）
- 谷川流（作家、『涼宮ハルヒの憂鬱』原作者）
- 筑紫哲也（ジャーナリスト）
- 鶴田浩二（俳優）
- 天開司（VTuber、「神域リーグ」主催）
- 徳光和夫（テレビ司会者、アナウンサー）
- 中居正広（元SMAP）[52]
- 中尾ミエ（歌手）[53]
- 長門裕之（俳優）
- 十七世中村勘三郎（歌舞伎役者）
- 野村沙知代（野球監督夫人、第27期麻雀名人）
- 萩本欽一（タレント、コメディアン）
- 橋本環奈（俳優）[52]
- 長谷川和彦（映画監督、第13・14・15期麻雀名人、第9期近代麻雀王位、第8回最強位）
- 畑中しんじろう（芸人）
- 花登筐（作家、第8・9期麻雀名人）
- 葉山良二（俳優）
- 張本勲（野球選手、『週刊ポスト』5週勝ち抜き）
- 東尾修（野球選手）
- 平畠啓史（お笑いタレント）
- 広津和郎（作家、『麻雀入門』）
- 福田蘭童（尺八奏者、随筆『志賀直哉先生の台所』）
- 藤田晋（サイバーエージェント代表取締役、Mリーグ初代チェアマン）
- 藤田伸二 （元JRA騎手）
- 藤原審爾（作家）
- 藤山律子（俳優、麻女セブン）隊長）
- 前田佳織里（声優）
- 水森亜土（イラストレーター、歌手）
- 南田洋子（俳優、『週刊ポスト』5週勝ち抜き）
- 三原脩（野球監督）
- 宮路オサム（歌手、第26期麻雀名人）
- 宮下順子（俳優）
- みやはら啓一（漫画家、『雀のお宿』）
- 三好徹（作家）
- 武藤敬司（プロレスラー）
- 村瀬紗英（アイドル、NMB48）
- 森田舜（俳優）
- 森光子（俳優）
- 森山周一郎（声優）
- 山田風太郎（作家）
- 山本ひかる（女優）
- 山本陽子（俳優）
- 山根綺（声優）
- 横山光輝（漫画家、第12期麻雀名人）
- 吉沢やすみ（漫画家）
- 吉行淳之介（作家、随筆『麻雀好日』）
- 和田誠（映画監督、『麻雀放浪記（1984年版映画）』の監督）

## 競技麻雀
賭博や娯楽ではなく頭脳競技（マインドスポーツ）として行う麻雀。団体により異なるが、偶然役を排除するなど実力で競えるようルールを調整している。

### 麻雀のタイトル戦
一般社団法人Mリーグ機構主催
Mリーグ - チーム対抗戦のナショナルプロリーグ
日本プロ麻雀連盟 (JPML) 主催
鳳凰戦、十段戦、王位戦、麻雀マスターズ、麻雀グランプリMAX、女流桜花、プロクイーン決定戦、桜蕾戦
日本プロ麻雀協会主催
雀王戦、雀竜位戦、女流雀王戦、日本オープン、オータムチャンピオンシップ
最高位戦日本プロ麻雀協会主催
最高位戦、飯田正人杯 最高位戦Classic、發王戦、女流最高位戦、女流名人戦
麻将連合主催
μリーグ、ツアーランキング戦、将妃戦、BIG1カップ、μ-M1カップ、μカップ
RMU主催
令昭位戦、女流令昭位、RMUクラウン、RMUオープンリーグ
その他
- 囲碁・将棋チャンネル杯麻雀王決定戦 - 囲碁・将棋チャンネルが主催する囲碁・将棋のプロ棋士によるタイトル戦。
- モンド麻雀プロリーグ（女流モンド杯、モンド杯、名人戦、モンド王座決定戦） - MONDO TV主催のタイトル戦

## 出版物

### 麻雀専門誌
昭和期の麻雀ブームの頃は専門誌が刊行されたが、現在では一般の書店に並ぶ専門誌は存在せず、定期刊行誌も業界誌の「麻雀界」を含めて3誌にまで減少している。
市販
- 近代麻雀（竹書房、1973年1月号 - 1987年12月号）1978年第1期王位戦 (麻雀)開始
- ジャンケン　麻雀研究（竹書房、1975年6月号 - 1977年2月号）1976年2月号第1期最高位戦開始
- プロ麻雀（新評社、1975年秋号（季刊）- 1977年8月号（隔月に）- 1978年11月号（月刊に）- 1982年10月号（銀星出版社発行に）- 2002年1月号（マインドスポーツマガジン社発行に）- 2005年6月号（ブレインスポーツマガジン社発行に）- 2005年12月号）
- ビッグ麻雀（司書房、1977年11月号 - 1978年7月号）
- 別冊近代麻雀（竹書房、2004年4月号 - 同年9月号）

通販
- 麻雀四季報（麻雀ファン倶楽部、季刊、1 - 17号）
- 麻雀＠（スリーアローズコミュニケーションズ、隔月、2006年6月号 - 2007年2月号）
- 麻雀界（日本雀友会、「麻雀四季報」の後継誌、2010年1・2月号（隔月）- 2011年11月号（月刊）- 現在）

宅配
- 麻雀新聞（麻雀新聞、月刊、1977年5月創刊）

### 麻雀専門サイト
- キンマweb（竹書房）
- 麻雀ウォッチ（株式会社ムー：麻雀王国、スリーアローズコミュニケーションズ、レステック、大洋技研、学生麻雀連盟の合弁会社[54]）

### 麻雀漫画専門誌
麻雀を題材とした漫画のみを掲載した雑誌。詳細は麻雀漫画参照。現在発行されているのは竹書房から刊行されている1誌のみ。
- 近代麻雀
- 近代麻雀オリジナル　(2013年12月9日発売号をもって新雑誌にリニューアル）
- 近代麻雀ギャンブルCOM（2006年1月より同年4月24日発売号をもって休刊）
- 近代麻雀ゴールド（2005年12月23日発売号をもって休刊）

## 麻雀を題材とした作品
テレビ番組
ゲーム
麻雀漫画

## 麻雀に関する文化

### 徹夜マージャン
麻雀は夜通しで行われることも多い。こうした麻雀は徹夜マージャン、もしくは略して「徹マン」と呼ばれる。
参加人数が4人しかいなければ、寝ることもままならず体力的にもかなりきつい。それでも大学生など若者を中心に、麻雀愛好家は徹夜マージャンを盛んに行う傾向にある。
参加人数が5人以上であれば、1人は競技に参加できない半荘が発生する。競技に参加できない者を「抜け番」と言い、仮眠を取って次の半荘に備えることができる。

### 健康マージャン

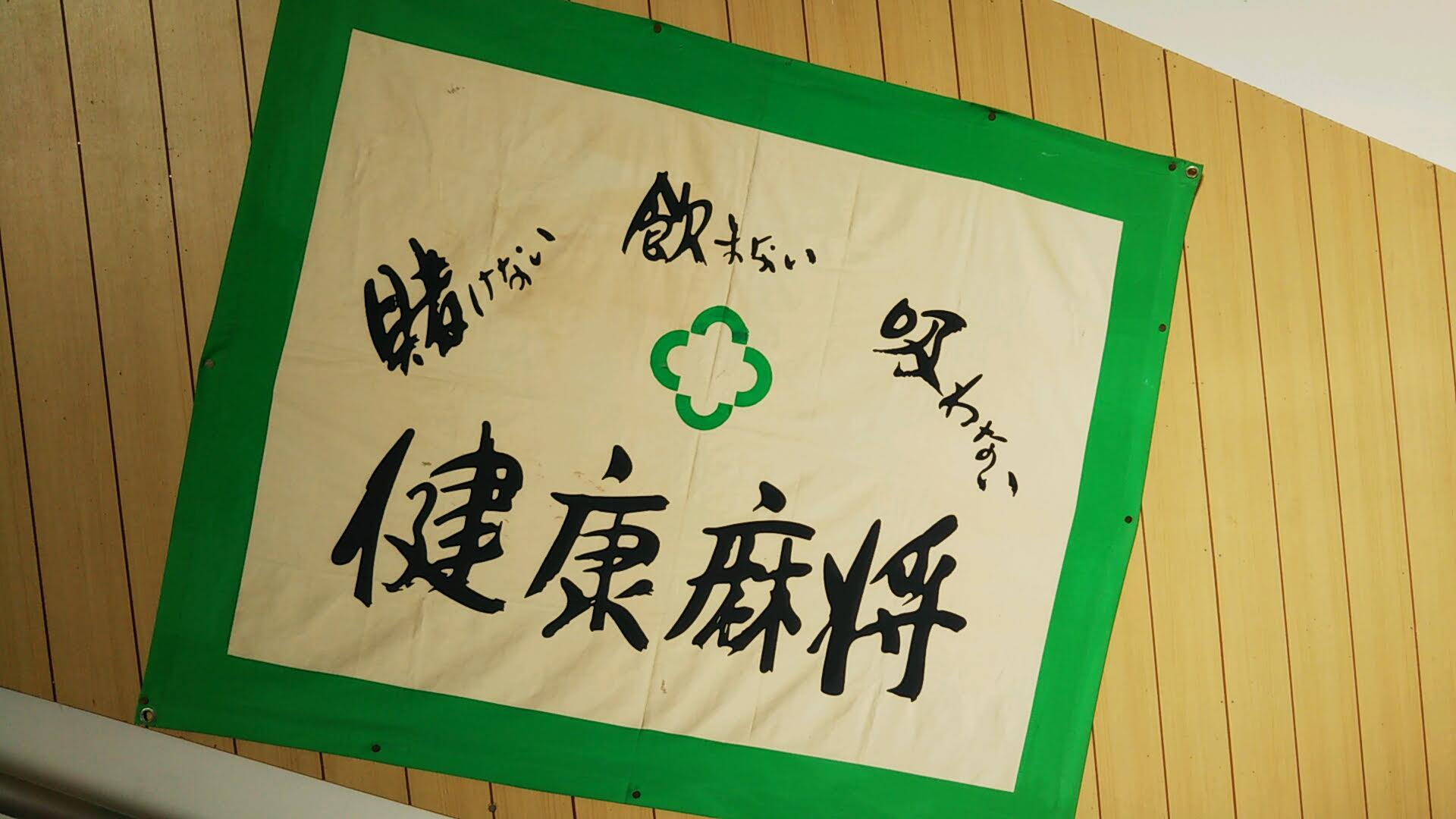
健康麻雀のポスター

麻雀の不健全なイメージ（賭博、酒、タバコ）を排除すべく、脳の機能の維持などを目的として起案された麻雀。健康麻将（けんこうマージャン）とも呼ばれ、脳のトレーニングや老化防止にも活用されている。
映像作品に玉利祐助監督の長編記録映画「少子超高齢化する現代社会における『健康マージャン』の社会性の報告」がある。

### 博物館
- 麻雀博物館 - 貴重な麻雀牌や麻雀関連の書籍が多数収蔵されていた。(2017年に閉館)

### 麻雀用語から派生した言葉
連荘（レンチャン）
親が和了して（アガって）再度親を続けること。転じて、同じことが続けて起きること。パチンコにおいて大当たりが連続すること、あるいは確率変動が続くことや、シフト制の勤務形態で働く労働者が連続して出勤することを指すことが多い。
立直が掛かる（リーチがかかる）
門前（メンゼン）で聴牌（テンパイ）し、今後一切手を変えない旨を宣言（その代わり、和了したら1翻を得られる）する際に発声する用語。転じて、一大事が差し迫っていること。また、パチンコやパチスロで大当たりの一歩手前の状態になること（リーチ (パチンコ)を参照）。その他ボードゲームやビンゴゲームなど、ゲーム一般でもゴール（アガリ）直前の状態を指す言葉として用いられる（リーチ (ゲーム)を参照）。ネガティブ表現としても度々使用される（クビ(会社の解雇)にリーチがかかる、別れ・別居にリーチ(不倫・不貞行為多数の為)がかかる　等）。
テンパる
聴牌するの意。危険牌を捨てるか聴牌を崩すかの選択を迫られる事が多く、転じて手詰まりの状態、物事を抱え過ぎた状態などからパニックに陥ることを指す。また和了に向けて緊張する様子から、同様の心理状態をも指す。英語の temper 由来の説もある。
オーラス
「オールラスト」（和製英語）の略語で、半荘の最後の一局（南4局）を言う（英語では just the last）。転じて、物事の最後の意。フジテレビ系のクイズ番組『なるほど!ザ・ワールド』で司会の愛川欽也が発した「オーラスです、恋人選び」というフレーズからも一般化した。
ラス前
上記「オーラス」に関連し、「オールラストの1局前」の略語で、最後の一局の1つ前の南3局を指す（英語では the last but one）。南4局にはゲーム終了に際して様々な縛りがあるため、縛りのない南3局は大切な局となる。転じて物事の終了前の大切な時期、または男女の別れや夫婦の離婚の前などのもつれた時期などを指す。
面子（メンツ）
和了に必要な牌の組み合わせ。また、麻雀を行うのに必要なメンバー。転じて、ある集まりの参加者をもいう。
対面（トイメン）
マージャン卓を隔てた向かい側の席。また、その席の人。転じて、真向かいの位置。また、その位置の人。
錯和（チョンボ）
冲和とも書く。和了が成立していないのに和了を宣言すること。転じて大失敗や大失態、反則の意。
白板（パイパン）
三元牌の1つ。通称白（「ハク」または「しろ」）。字も絵も一切彫られていない真っ白の状態であることから、女性の無毛症、または女性の陰毛を剃り落とした状態を指す。
安全牌（アンゼンパイ）
河に捨ててもロンあがりされる可能性がない牌のこと。転じてスポーツなどで確実に勝ちを計算できる相手、あるいはいつでも自分の恋人や結婚相手になってくれる人を指す。
自摸（ツモ）
自力で和了り（アガり）、牌を引いてくること。門前で向聴（シャンテン）数がスムーズに進んだり、自分の欲しい牌が良く来る流れを「ツモが良い」と言う。ローグライクゲームなどランダム性の強いゲームで、序盤で強力な装備やアイテムを手に入れた時に使うこともある。パチンコの抽選でも度々用いられる（確率変動(確変)をツモった。16R(ラウンド)をツモった 等）
両面（リャンメン）
2つ連続した数牌2牌の組み合わせで、その両側のいずれかの数牌が来れば順子（シュンツ）になる搭子（ターツ）を指す。アメフト（アメリカンフットボール）において攻守ともに出場している状態を指す言葉として使われている。
嵌張（カンチャン）
1つ飛びの数牌2牌の組み合わせで、その間の数牌が来れば順子（シュンツ）になる搭子（ターツ）を指す。野球において打者が打ち上げたフライが野手と野手との間にポトリと落ちるようなヒットの事を「カンチャンヒット」という場合がある（ポテンヒット・テキサスヒットなどと同じ意味で使用する）。また、バレーボールにおいて2名以上のプレーヤーでブロックした場合の、ブロッカー間の隙間を俗に「カンチャン」と呼ぶ。

辺張（ペンチャン）
麻雀では順子の1,2,3の3部分、7,8,9の7部分を待つ形。ごくまれに「間に合わせの意味」「保険用の人」で使用される事がある。（ペンチャンメンバー(特に予定が無い人に声をかけておき、飲み会、合コンで人数が足りない場合、人員を間に合わせる為、連絡し人数確保する)を確保しておく いわゆる余った人の意）実際の麻雀でも辺張待ち(3,7牌待ち)は、来ないことが多いのでこのような表現として用いられている。

### 賭け麻雀
麻雀は日本では賭博的な要素を持つ遊技と認識されている。
日本において、公営ギャンブル以外のギャンブルは賭博であり、刑法上の犯罪である 。個人間での賭博が違法で無い国では金銭をかけた麻雀が行われている。
麻雀は零和ゲーム（全員の点数の合計が常に一定：ゼロサムゲーム）であるため点数のやりとりをそのまま賭け金のやりとりに換算しやすい。さらに思考を必要とするが同時に偶然の要素も強く、ギャンブルとして馴染みやすい。
結果に従ってやりとりする金額は普通、ウマ等を考慮した得失点1000点につき何円というレートが設定される。1000点あたり10円なら「点1（テンイチ）」、50円なら「点5（テンゴ）」、100円なら「ピン」（または「テンピン」）、200円なら「リャンピン」、1000円なら「デカピン」、10000円なら「デカデカピン」と言われる。日本の法律および判例では金銭については額の多少に関わらず一時の娯楽に供するものとは見なされない（大審院大正13年2月9日、最判昭和23年10月7日など）ため、原理的にはこれらすべてのレートに対し賭博罪が成立する。2011年には、比較的少額とされる点5雀荘も摘発された。1000点あたり1000円を超えるような高レートの設定といった高額の金品等を賭けるケースは、人目を忍んでマンションの一室で催されるという意味でマンション麻雀などと呼ばれる。
その他のギャンブル（カジノなどで行われている多くのものや公営競技など）と異なる点として点棒の移動によって異なる負け金を勝負の後に出すことから控除率の計算が難しいが、ギャンブルとしては公営競技などと比しても破格の高さで特に1000点20円以下の低レートでは控除率が100%を超えることすらある。例として1000点20円、2の2-4のレートで場代が1人250円の場合で30000点丁度の一人浮きトップを取った場合を例に取ればトップ者の収入（=敗者の支出合計）は800円であるがこれに対しハウスが徴収するコミッション（控除額）は1000円となる。したがって、控除率は125%となる。
なお負けた者の支払いが本人によって行われない場合（競技麻雀の大会においてスポンサーがあり、勝者に賞金を提供するなど）、または勝った者の利益が本人の手に渡らない場合は賭博罪には当たらない。
雀荘で不特定の客同士が卓を囲む場合は、レート設定で対立することのないように雀荘側で公式レートを定めていることが多い。この公式レートはウマとあわせて店外に掲示されているが、「風速」などと婉曲表現されていたり、サイコロの目のイラストで示されていることが多い。例えば「風速0.5」とあれば、それは1000点で50円のレートであるという意味である。
多くの雀荘、預かり金と称して、5000円から1万円を客から預かることもあり、客が負けて手持ちがなくなっても一定程度払えるようにしている。また、それでも足りなければ、「アウト」と称して店が不足分を立て替える雀荘もある。
ギャンブルとの関連は麻雀のイメージ悪化に繋がっており、Mリーグでは創設当初から賭博に関して厳しい姿勢を徹底することで、スポンサーを呼び込むことに成功した。
賭博要素を排除した「ノーレート麻雀」「健康麻雀」「競技麻雀」もあるが、金品を賭けないプレーのみとした雀荘でも規制対象である。